# Ron Austin
Ron Austin (1929 – 13 de abril de 2019) foi um ativista australiano pelos direitos LGBT, conhecido por ser um dos fundadores do Sydney Gay and Lesbian Mardi Gras em 1978.

## Infância e educação
Ronald Patrick Austin cresceu em Maitland, Nova Gales do Sul e era o mais velho de cinco irmãos. Ele ingressou no mosteiro redentorista em Mayfield, Newcastle, aos 16 anos, mas saiu em 1951. Ele se matriculou na National Art School em Newcastle antes de se mudar para Darlinghurst, Sydney, para se matricular na National Art School de lá.

## Ativismo
Austin foi um dos primeiros membros do grupo Campaign Against Moral Persecution (CAMP), um grupo de ativismo pelos direitos LGBTIQ que trabalhava para acabar com a discriminação contra membros da comunidade LGBTIQ, tendo aderido em 1971. Em 1978, este grupo estava planejando protestos em apoio aos direitos LGBTIQ.
De 21 a 27 de maio de 1978, 900 pessoas compareceram ao primeiro festival de cinema gay de Sydney, no Paris Theatre. Um dos filmes, Word is Out, que incluiu imagens da Parada do Dia da Libertação Gay de São Francisco inspirou Austin, um membro do CAMP, com a ideia de uma festa de rua que mais tarde se tornou o primeiro Mardi Gras em junho daquele ano. A sugestão de que as manifestações fossem uma festa de rua levou à primeira marcha em 24 de junho de 1978. Seu amigo Lance Gowland o ajudou a obter a licença, dirigir o caminhão e instalar o sistema de som. 53 pessoas foram detidas por participar. Este evento se tornou um catalisador para uma série de protestos e levou à revogação em abril de 1979 da NSW Summary Offences Act, sob a qual as prisões foram feitas. O Mardi Gras se tornou um evento anual, e Austin marchou em todos os desfiles durante décadas.

## Morte e legado
Austin morreu em 13 de abril de 2019 aos 90 anos. O Mardi Gras Awards, distribuído anualmente, inclui o Prêmio Ron Austin para a entrada mais fabulosa no desfile.